# Linha da Bernina
A Linha de Bernina (em francês:  Ligne de la Bernina, em alemão:   Berninabahn) é uma  linha de caminho de ferro pertencente á Ferrovia Rética de bitola métrica que circula entre Tirano na Itália e Saint Moritz no cantão dos Grisões na Suíça.

## Características

Diagrama da linha

A linha de Bernina foi construída entre 1906 e 1910 com fins turísticos pela  Bernina-Bahngesellschaft (BB) e passa no seu ponto mais elevado a 2 253 m de altitude. Em 1943 começou a ser explorada pela Ferrovia Rética (RhB)
A linha com 60 km liga São Moritz com Tirano parra seguir com o Expresso Bernina até Coira na Suíça.

## Património
A linha da Bernina, paralelamente com a linha de Albula foram incluídas em 2008 no Património_Mundial da UNESCO. É nesta linha que passo o célebre Expresso Bernina

## Imagens

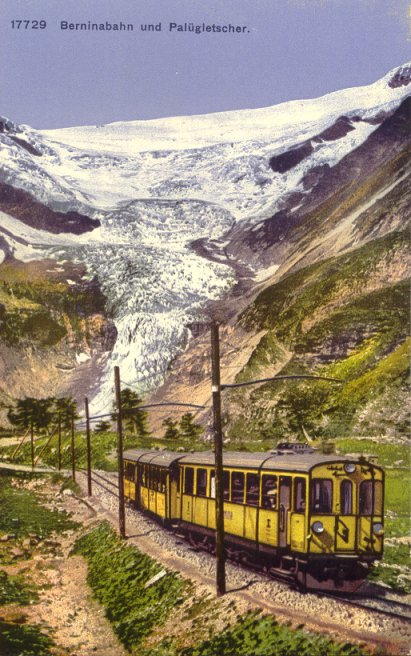
Em 1910
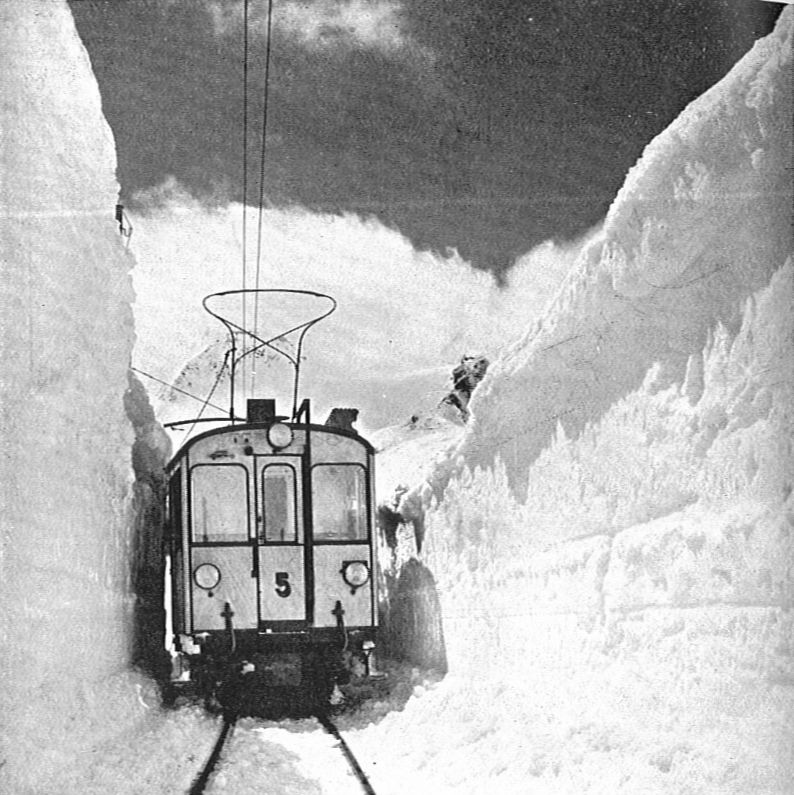
Em 1928
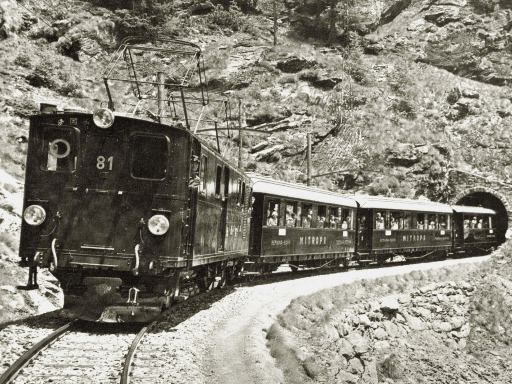
Depois de 1928
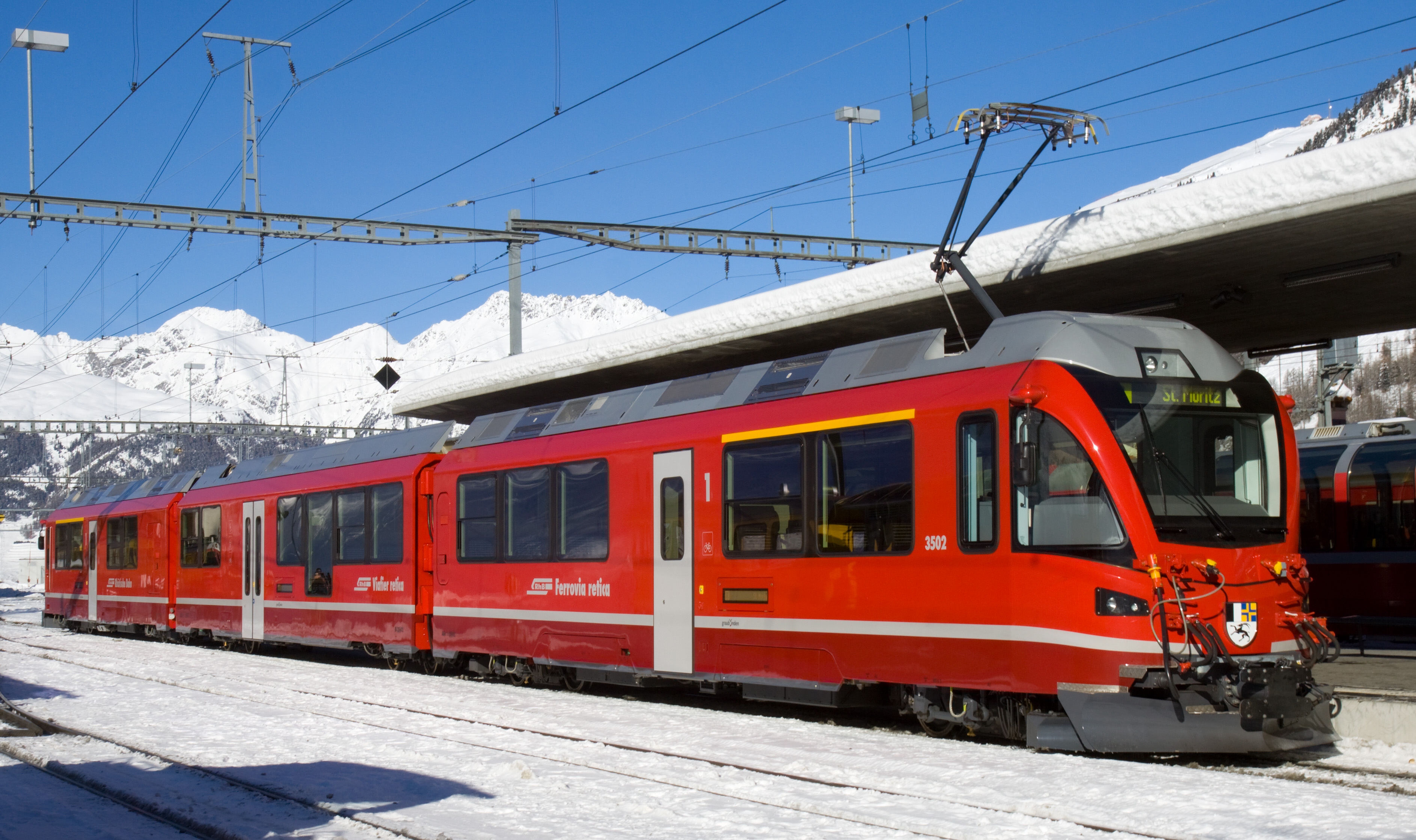
Allegra em Pontresina
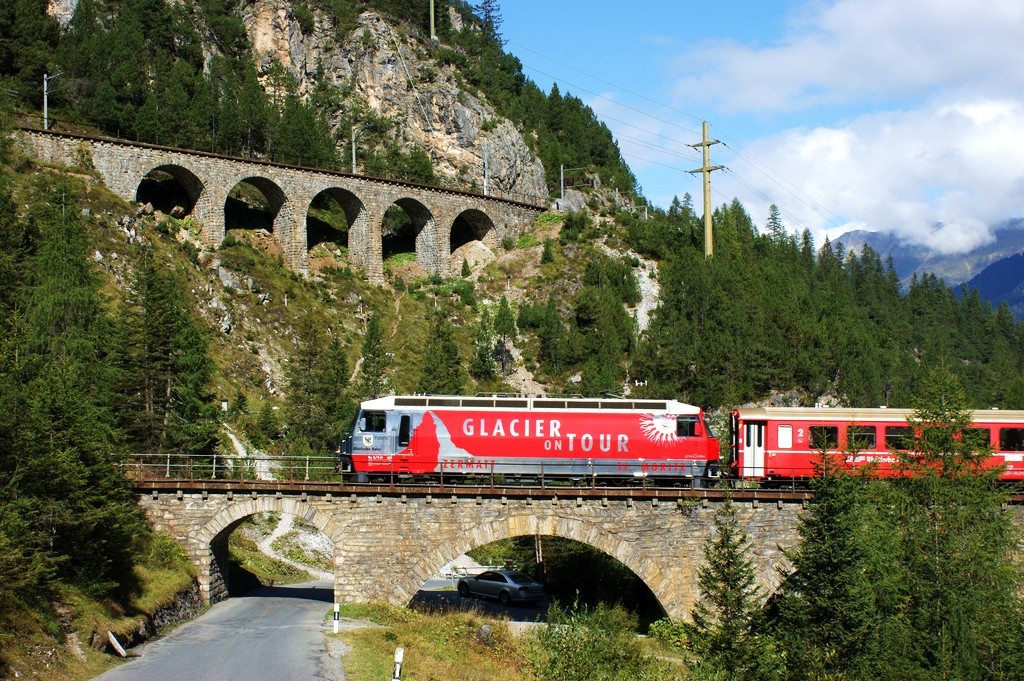
Obras de arte